# Cordera Jenkins
Cordera Jenkins (ur. 17 stycznia 1988) – amerykański płotkarz, złoty medalista Mistrzostw Świata Juniorów Młodszych 2005 w biegu na 110 metrów przez płotki, mistrz kraju juniorów na tym dystansie z 2006. 
22 czerwca 2006 podczas badania antydopingowego wykryto, że zażywał marihuanę – został ostrzeżony i zdyskwalifikowano go z zawodów w Indianapolis. 23 lutego 2007 policja Dickinson za nim list gończy za zaatakowanie ciężarnej partnerki i 18-miesięcznej córki.

## Rekordy życiowe
| Konkurencja                               | Wynik   | Data i miejsce                   |
| ----------------------------------------- | ------- | -------------------------------- |
| Bieg na 60 metrów przez płotki (hala)     | 7,91 s  | 10 lutego 2007, Houston          |
| Bieg na 110 metrów przez płotki           | 14,09 s | 21 kwietnia 2007, Baton Rouge    |
| Bieg na 110 metrów przez płotki (99 cm)   | 13,44 s | 22 czerwca 2006, Indianapolis    |
| Bieg na 110 metrów przez płotki (91,4 cm) | 13,35 s | 14 lipca 2005, Marrakesz (MŚJM]) |